# Taciana Barbosa Cavalcanti
Taciana Barbosa Cavalcanti (1961) es una botánica brasileña.

## Biografía
En 1984 obtuvo la licenciatura en Ciencias Biológicas, y la maestría en botánica, con la supervisión de la Dra. Giulietti, defendiendo la tesis: "A Família Lythraceae na Serra do Cipó, MG, Brasil", por la Universidad de São Paulo (1988); y el doctorado en botánica, en 1995, por la misma casa y con la misma supervisora, y previamente con una beca sándwich para la parte experimental de su tesis doctoral, en el Real Jardín Botánico de Kew, Londres, Inglaterra.
Desde 1991 trabaja como investigadora de la EMBRAPA Empresa Brasileña de Investigación Agropecuaria y dirige el curso de maestría y doctorado en Botánica de la Universidad de Brasilia y de la Maestría en Recursos Fitogenéticos de la Universidad Estadual de Feira de Santana (BA). Trabaja en Botánica y Recursos Genéticos, con énfasis en la taxonomía Fanerógamos, florística, rescate de germoplasma vegetal en zonas bajo impacto. Especialista en familia Lythraceae. De septiembre de 2008 a septiembre de 2014 se desempeñó como Jefa Adjunta de Investigación y Desarrollo de Embrapa Recursos Genéticos y Biotecnología. A partir desde marzo de 2008 hasta marzo de 2012 se desempeñó como editora de Taxonomía de Fanerógamas de la Revista Acta Botanica Brasilica.

## Algunas publicaciones
- SIQUEIRA-FILHO, J. A. ; COTARELLI, V. M. ; PASTORE, J. F. B. ; GRAHAM, S. A. ; CAVALCANTI, T. B. 2015. A Remarkable New Species of Pleurophora (Lythraceae) from Caatinga of Pernambuco, Brazil. Systematic Botany 40: 185-190-190

- GRAHAM, S. A. ; CAVALCANTI, T. B. 2014. Taxonomic Revision of Cuphea sect. Euandra subsect. Oidemation (Lythraceae). Phytotaxa: a rapid international journal for accelerating the publication of botanical taxonomy 113: 1-86

- CAVALCANTI, A. C. ; GOMES, A. N. P. ; PORTO, N. M. ; AGRA, M. F. ; MOURA, T. F. A. L. ; OLIVEIRA, E. J. 2014. Phamacognostic evaluation of Cissampelos sympodialis Eichl leaves. South African Journal of Botany 93: 70-78

- CAVALCANTE, F. A. ; SILVA, J. L. V. ; MEDEIROS, A. F. D. ; CLAUDINO, F. S. ; SILVA, T. M. S. ; CARVALHO, M. G. ; BRAZ FILHO, R. ; AGRA, M. F. ; SILVA, B. A. ; SILVA, B. A. 2013. Solanum jabrense Agra & M.Nee (Solanaceae) exhibits spasmolytic activity on guinea-pig ileum. Journal of Medicinal Plant Research 7: 772-776

- SILVA, P. C. B. ; CLEMENTINO NETO, J. ; SILVA, A. D. S. ; SILVA, K. M. ; SILVA, T. M. S. ; AGRA, M. F. ; CAVALCANTE, F. A. 2012. Antidiarrheal activity of Solanum asterophorum in mice. Revista Brasileira de Farmacognosia 22: 131-136

- MEDEIROS, M. B. ; WALTER, B. M. T. ; PEREIRA-SILVA, G. ; GOMES, B.M. ; LIMA, I. L. P. ; S.R. SILVA ; MOSER, P. ; OLIVEIRA, W.L. ; CAVALCANTI, T. B. 2012. Vascular Flora of the Tocantins River Middle Basin, Brazil. Check List (São Paulo. online) 8 (5): 852-885

- CAVALCANTI, T. B. 2011. New taxa in Diplusodon (Lythraceae) from Brazil. Phytotaxa 38: 29-35

- CHACON, R. G. ; YAMAMOTO, K. ; CAVALCANTI, T. B. 2011. Ouratea lancifolia R.G.Chacon & K.Yamamoto (Ochnaceae), uma nova espécie do Cerrado, Brasil. Revista Brasileira de Botânica (impreso) 34: 603-605

- PASTORE, J. F. B. ; CAVALCANTI, T. B. 2009. A new species of Polygala subgenus Hebeclada (Polygalaceae) from central Brazil. Brittonia (Bronx) 61: 62-66

- BRINGEL, J. B. A. ; CAVALCANTI, T. B. 2009. Heliantheae (Asteraceae) na bacia do rio Paranã (goiás, Tocantins), Brasil. Rodriguesia 60: 551-580

- PASTORE, J. F. B. ; CAVALCANTI, T. B. 2008. A new species of Polygala (Polygalaceae) from Brazil. Novon (Saint Louis) 18: 90-93

- YAMAMOTO, K. ; CHACON, R. G. ; PROENÇA, C. E. B. ; CAVALCANTI, T. B. ; GRACIANO, D. 2008. A distinctive new species of Ouratea (Ochnaceae) from the Jalapão Region, Tocantins, Brazil. Novon (Saint Louis) 18: 29-35

### Libros[2]
- CAVALCANTI, T. B. ; AMARAL, A. C. (orgs.) 2013. Flora do Distrito Federal, Brasil. Embrapa vv. 11. 180 pp.

- CAVALCANTI, T. B. ; DIAS, E. B. A. 2012. Flora do Distrito Federal, Brasil. Brasília Embrapa, vv. 10. 340 pp.

- CAVALCANTI, T. B. ; SILVA, A. P. 2011. Flora do Distrito Federal, Brasil. Brasília Atalaia. vv. 9. 229 pp.

- CAVALCANTI, T. B. ; BATISTA, M. F. 2010. Flora do Distrito Federal, Brasil. Brasília Star Print, vv. 8. 184 pp.

- CAVALCANTI, T. B. ; BATISTA, M. F. 2009. Flora do Distrito Federal, Brasil. Brasília Embrapa Recursos Genéticos e Biotecnologia, vv. 7. 328 pp.

- CAVALCANTI, T. B. 2007. Flora do Distrito Federal, Brasil. Brasília Stylus Gráfica, vv. 1. 192 pp.

- CAVALCANTI, T. B. 2006. Flora do Distrito Federal, Brasil. Brasília Star Print Gráfica e Editora, vv. 1. 210 pp.

### Capítulos de libros publicados
- CAVALCANTI, T. B. ; GRAHAM, S. A. 2014. Lythraceae do Brasil. En Jardim Botânico do Rio de Janeiro (org.) Lythraceae do Brasil. 2ª ed. Río de Janeiro: Jardim Botânico do Rio de Janeiro, 177 pp.

- CAVALCANTI, T. B. ; FERNANDEZ, E. P. ; XAVIER, R. A. ; PRIETO, P. V. ; BARROS, F. S. M. ; MAURENZA, D. 2013. Lythraceae. En Miguel d'Ávila de Moraes (org.) Livro Vermelho da Flora do Brasil. Andrea Jakobsson Editora, p. 630-638

- CAVALCANTI, T. B. 2012. Lythraceae. En José Alves de Siqueira Filho (org.) Flora of the Caatingas of the São Francisco River : natural history and conservation. Río de Janeiro: Andrea Jakobsson, p. 1-552

- WALTER, B. M. T. ; CAVALCANTI, T. B. ; BIANCHETTI, L. B. 2012. Princípios sobre Coleta de Germoplasma Vegetal. En Ana Maria Costa; Carlos Roberto Spehar; José Robson Bezerra Sereno (orgs.) Recursos Genéticos no Brasil. Brasília Embrapa, vv. 1, p. 1-672

- MEDEIROS, M. B. ; WALTER, B. M. T. ; CAVALCANTI, T. B. ; SALOMÃO, A. N. ; LIMA, I. L. P. 2012. Recursos genéticos vegetais: florística, fitossociologia, resgate e conservação ex situ. En Ana Luiza Coellho Netto (org.) Estreito: o novo cenário da água. Río de Janeiro E-papers: Ceste, p. 89-114

- CAVALCANTI, T. B. ; GRAHAM, S. A. 2011. Lythraceae. En Cavalcanti, T.B. & Silva, A.P. (orgs.) Flora do Distrito Federal, Brasil. Brasília Atalaia, vv. 9, p. 131-175

- CAVALCANTI, T. B. ; GRAHAM, S. A. 2011. Lythraceae. En Taciana Barbosa Cavalcanti, Ana Palmira Silva (orgs.) Flora do Distrito Federal, Brasil. Brasília, vv. 12, p. 131-175

## Honores

### Premios y títulos
- 2011: promoción y progresión salarial PA 19 a PA22, Embrapa Recursos Genéticos e Biotecnologia
- 2009: premio gerencial, Embrapa Sede
- 2009: premio de equipo Proyecto "Sistema de Curadoria", Embrapa Sede
- 2009: promoción y progresión salarial, Embrapa Recursos Genéticos e Biotecnologia
- 2008: premio individual de Embrapa Cenargen, Embrapa
- 2008: premio por equipo, Embrapa
- 2008: jefa adjunta de Pesquisa e Desenvolvimento, Embrapa Recursos Genéticos e Biotecnologia
- 2006: premio "Destaque em pesquisa" da Embrapa Recursos Genéticos e Biotecnologia, Embrapa
- 2003: premio Nacional de Captação de Recursos, Embrapa
- 2003: titular do "board" da Organização Flora Neotrópica (votação internacional), OFN - The New York Botanical Garden

### Membresías
- Sociedad Botánica de Brasil[3]
- 2009 - 2011. Del cuerpo Editorial del periódico Acta Botanica Brasilica
- 2001: titular del Consejo de Gestão do Patrimônio Genético Brasileiro, Governo Federal
- 2000: substituta del Consejo Técnico de Biossegurança da Embrapa/Cenargen, Embrapa/Cenargen
- 1999: titular del Comitê Técnico Interno da Embrapa/Cenargen, Embrapa/Cenargen
- 1998: secretaria representante suplente da Sociedade Botânica do Brasil, Sociedade Botânica do Brasil
- 1997: titular Comisión Flora do Brasil, Sociedade Botânica do Brasil
- 1992: 1ª secretaria-tesorera Sociedade Botânica do Brasil (SBB), Sociedade Botânica do Brasil (SBB)
- 1991: curadora do Herbário CEN, Embrapa/Cenargen

### Revisora de Proyecto de fomento
- 1990 - actual. Proyecto: Empresa Brasileira de Pesquisa Agropecuária
- 2007 - actual. Proyecto: Fundação de Amparo à Pesquisa do Estado de São Paulo